# ماريو يوزيتش
ماريو يوزيتش (بالكرواتية: Mario Jozić)‏ هو لاعب كرة قدم كرواتي في مركز حراسة المرمى، ولد في 21 يونيو 1972 في سلافونسكي برود في كرواتيا. لعب مع دينامو زغرب ونادي سلافن بيلوبو ونادي لوكوموتيفا.